# Saint-Bonnet-de-Cray
Saint-Bonnet-de-Cray település Franciaországban, Saône-et-Loire megyében. Lakosainak száma 508 fő (2022. január 1.). Saint-Bonnet-de-Cray Saint-Julien-de-Jonzy, Charlieu, Saint-Denis-de-Cabanne, Saint-Nizier-sous-Charlieu, Fleury-la-Montagne, Ligny-en-Brionnais, Mailly, Saint-Edmond és Saint-Pierre-la-Noaille községekkel határos.

## Népesség
A település népessége az elmúlt években az alábbi módon változott:
| Lakosok száma | 472  | 484  | 494  | 485  | 488  | 491  | 494  | 503  | 508  |
|               | 2013 | 2015 | 2016 | 2017 | 2018 | 2019 | 2020 | 2021 | 2022 |